# Gheorghe Roșoga
Gheorghe Roșoga (n. 12 mai 1945, Gura Motrului, România) este un interpret de muzică populară din România, reprezentant al folclorului oltenesc, învățător și profesor de canto.
Provine dintr-o familie numeroasă, el fiind al șaselea copil al casei.
În anul 1967 a absolvit Institutul Pedagogic din Craiova. Lucrează apoi în învățământ și în cultură la Mehedinți, până în 1971, după care este încadrat ca ofițer în Ministerul de Interne, de unde a ieșit la pensie în 29 februarie 2000, cu gradul de colonel.

## Discografie
- Gheorghe, Gheorghe
- Marine muică Marine
- Balada lăutarului
- Când eram în vremea mea
- Bate vântul, frunza pică
- Mi-a rămas mândruța-n gară
- Nu mai cred lume-n nimic